# Puckelryggig skoläst
Puckelryggig skoläst (Coryphaenoides brevibarbis) är en djuphavsfisk i familjen skolästfiskar.  

## Utseende
Den puckelryggiga skolästen är en långsmal fisk med en typisk bakkropp som smalnar av till en trådlik stjärt. Ryggen alldeles under ryggfenan är hög och bildar en puckel, därav namnet. Fisken är mycket lik röd puckelryggig skoläst men har en annan färgteckning; den är ljusbrun med svarta läppar. Den kan bli upp till 35 cm lång.

## Vanor
Arten är en djuphavsfisk som lever nära bottnen på ett djup mellan 1 500 och 4 700 m. Födan består av mindre kräftdjur och maskar.

## Utbredning
Utbredningsområdet i Nordostatlanten sträcker sig från sydöstra Grönland via Island till Azorerna och österut till västra Irland, Biscayabukten och utanför norra Spaniens kust. I västra Atlanten finns den utanför den nordamerikanska kusten.